# Eddie Kunz
Pour les articles homonymes, voir Kunz.
Edward Cory Kunz (né le 8 avril 1986 à Portland, Oregon, États-Unis) est un lanceur droitier de baseball qui évolue dans les Ligues majeures avec les Mets de New York en 2008.

## Carrière
Eddie Kunz est le choix de première ronde (42e joueur sélectionné au total) des Mets de New York en 2007. Il joue sa première partie dans les majeures le 3 août 2008.
Kunz a effectué 4 sorties en relève pour les Mets en 2008, ne lançant que deux manches et deux tiers et allouant 4 points mérités.
Il poursuit son apprentissage du baseball en 2009 avec les Bisons de Buffalo, le club école de niveau AAA des Mets de New York. Il passe à l'organisation des Padres de San Diego, pour qui il joue deux saisons de ligues mineures, plafonnant au niveau AAA en 2012.